# Saint-Martin-des-Landes
Saint-Martin-des-Landes là một xã ở tỉnh Orne Hauts-de-France tây bắc nước Pháp. Xã Saint-Martin-des-Landes nằm ở khu vực có độ cao trung bình 298 mét trên mực nước biển.